# Gottfried von Perband
Gottfried von Perband (* 6. Dezember 1639; † 30. September 1692 in Berlin) war ein kurbrandenburger Kammerherr, sowie Oberst der Dragoner und Hauptmann von Angerburg, zudem war er Erbherr auf Schönfließ und Rosenburg.
Er war der Sohn von Wilhelm von Perband, dem Erbherr auf Nauten, Linkenow und Höffen. Seine Mutter war Vigilante von Flemming.

## Leben
Er wurde von Hauslehrern erzogen, als ihn der schwedische General von Dohna traf und anbot, ihn mit nach Schweden zu nehmen. Dort wurde er 1657 Fähnrich und Regimentsquartiermeister. Er kämpfte unter König Karl Gustav in Polen. Nach dem Tod des Königs empfahl General Dohna den jungen Perband an den schwedischen Hof. Dort übergab ihm die schwedische Königin Hedwig die Erziehung des fünfjährigen Kronprinzen, dem späteren König Karl XI. Nach zehn Jahren reiste er mit den Grafen Königsmark nach Frankreich. Dort ging er in französische Dienste und König Ludwig XIV. machte ihn zum Aide-de-camp in seiner Armee. Als solcher kämpfte er die nächsten fünf Jahre für den König von Frankreich, als ihn der König von Schweden zurückberief und ihm ein eigenes Regiment gab.
Da nun aber ein Krieg mit dem Kurfürsten von Brandenburg ausbrach, holte dieser ihn als Generaladjutanten zurück. Er wurde Oberst und bekam ein Schwadron Dragoner zugeteilt. Mit diesem Schwadron kämpfte er erfolgreich für den Kurfürsten. Der ihn dafür zum wirklichen Kämmerer und Hauptmann von Angerburg machte.
Am 15. Februar 1684 erhielt er das Regiment zu Pferde (Croy). Zudem schenkte der Kurfürst ihm das Gut Schönfließ in Preußen. Er starb 1692 in Berlin und wurde in Potsdam begraben.

## Familie
Er heiratete 1680 im Schloss des Kurfürsten Dorothea Elisabeth von Wangenheim († 9. Januar 1685). Im Jahre 1689 heiratete er wieder ein Kammerfräulein der Kurfürstin, dieses Mal Dorothea Amalie von Wangenheim.